# الغارات الصليبية على البحر الأحمر

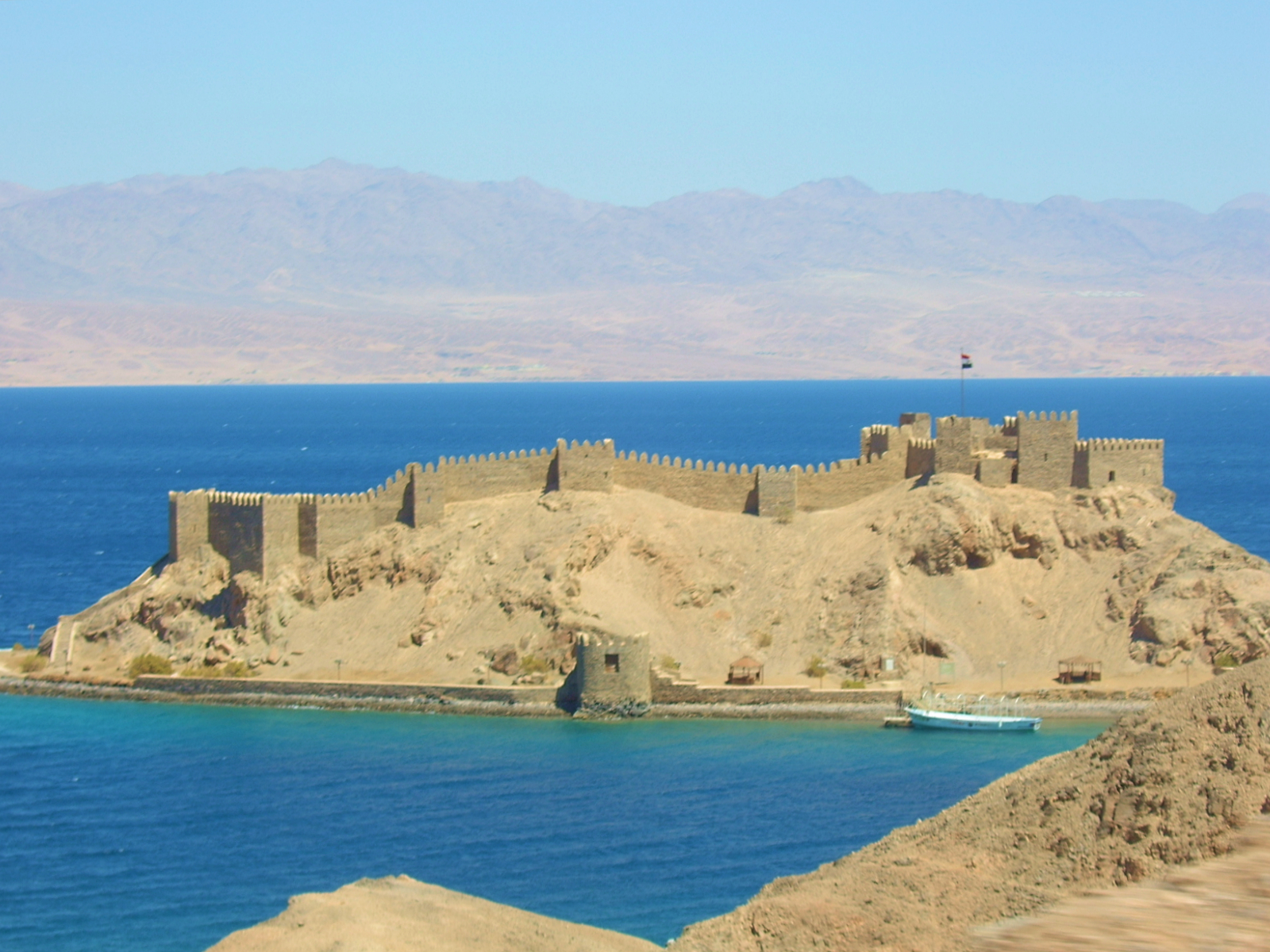
إيل دي غراي (جزيرة فرعون) محاصرة من قبل سفن رينالد دي شاتيون.

في عام 1182، أطلق رينالد دي شاتيون (أرناط) لورد ما وراء الأردن الصليبي، أسطول من السفن على البحر الأحمر من أجل شن غارات على موانئ المسلمين في البحر الأحمر ومهاجمة مدن مكة المكرمة والمدينة المنورة.
كان لراينالد بالفعل سمعة سيئة وبأنه لورد صليبي شرير، بعد أن قام بغارة وحشية على قبرص وقام بتعذيب أيميري من ليموج، بطريرك أنطاكية، لإجباره على إعطائه أموالاً لمغامراته العسكرية.
كان لدى «راينالد» المواد الكافية لبناء خمسة من السفن تنقل براً وهي «مجزأة» من قلعته في الكرك فيما وراء الأردن إلى خليج العقبة. استولى راينالد على ميناء آيلا وحاصر الجزيرة المجاورة المعروفة لدى الصليبيين باسم إيل دي غراي (جزيرة فرعون).
أبحر أسطول سفن راينالد، على طول خليج العقبة وعبر إلى الشاطئ الغربي للبحر الأحمر للإغارة على الموانئ المصرية والقوافل البحرية. بعد إسقاط ونهب ميناء عيذاب، عادت البعثة إلى الشاطئ الشرقي للبحر الأحمر وهاجمت الموانئ على طول الساحل من رابغ (90 ميلاً شمال جدة) إلى الحوراء.
وفي مصر، كان العادل أبو بكر بن أيوب، شقيق صلاح الدين الأيوبي حاكم الدولة الأيوبية، قد نقل سفنا من الإسكندرية والفسطاط إلى البحر الأحمر لمواجهة المغيرين الفرنجة. كان الأسطول الأيوبي تحت قيادة لؤلؤ، وهو قائد عسكري من أصل أرمني. كسر لؤلؤ حصار جزيرة فرعون ودمر اثنتين من سفن راينالد.
أبحر الأسطول المسلم أسفل البحر الأحمر واستولى على سفن الفرنجة وهي راسية. قام جنود راينالد بترك سفنهم وهربوا إلى الصحراء العربية. وتابع لؤلؤ ملاحقتهم. تلقى الصليبيون المساعدة من بعض البدو المحليين. واستمرت قوات لؤلؤ في ملاحقة ومطاردة الفرنجة لمدة خمسة أيام، حيث تم القبض على جميع المغيرين تقريبا.
على الرغم من أن العادل في البداية قد عفى ربع أسرى المهاجمين، إلا أنه شقيقه صلاح الدين رفض وكان مصرا على إعدام الإفرنج، لانهم كانوا مضمرين مهاجمة المدن الإسلامية المقدسة ويجب تنفيذ الإعدام حتى لا يفكر الصليبيين في التوغل مرة أخرى.
تمكن رايلنالد، والذي كان وراء هذا التوغل غير المسبوق، من الهرب إلى حصنه قلعة الكرك في ما وراء الأردن.